# هانس گونتر اتریش
هانس گونتر اتریش (انگلیسی: Hans-Günter Etterich؛ زادهٔ ۱۶ اوت ۱۹۵۱) بازیکن فوتبال اهل آلمان است.
از باشگاه‌هایی که در آن بازی کرده‌است می‌توان به باشگاه فوتبال پادربورن، باشگاه فوتبال اف‌اس‌وی فرانکفورت، و باشگاه فوتبال بوخوم اشاره کرد.